# Hvala, ne!
Hvala, ne! (in italiano: No, grazie!) è un singolo della cantante slovena Lea Sirk, pubblicato il 6 febbraio 2018.
Scritto da Sirk stessa con Tomy DeClerque, il brano è stato selezionato per partecipare all'EMA 2018, processo selezione nazionale per l'Eurovision Song Contest. Nella serata, nonostante sia arrivata terza sugli otto finalisti nel televoto, ha vinto di gran lunga il voto della giuria, totalizzando 116 punti in totale e vincendo la selezione con oltre dieci punti di vantaggio sui vincitori del voto del pubblico, i BQL, guadagnandosi il diritto di rappresentare la Slovenia all'Eurovision Song Contest 2018 a Lisbona.
La canzone ha partecipato alla finale dell'Eurovision Song Contest 2018 il 12 maggio 2018, arrivando al ventiduesimo posto.

## Tracce
Download digitale
1. Hvala, ne! – 3:00

## Classifiche
| Classifica (2018) | Posizione massima |
| ----------------- | ----------------- |
| Slovenia          | 9                 |